# Busójárás
Il Busójárás (in ungherese) o Pohod bušara (in croato) è una festa popolare di tipo carnascialesco che si svolge a Mohács in Ungheria nel territorio del Transdanubio Meridionale. Legata ai popoli slavi croati chiamati anche šokci si tiene la domenica precedente il mercoledì delle ceneri.
Dal settembre 2009 fa parte dell'elenco dei patrimoni orali e immateriali dell'umanità dell'UNESCO.

## Galleria d'immagini

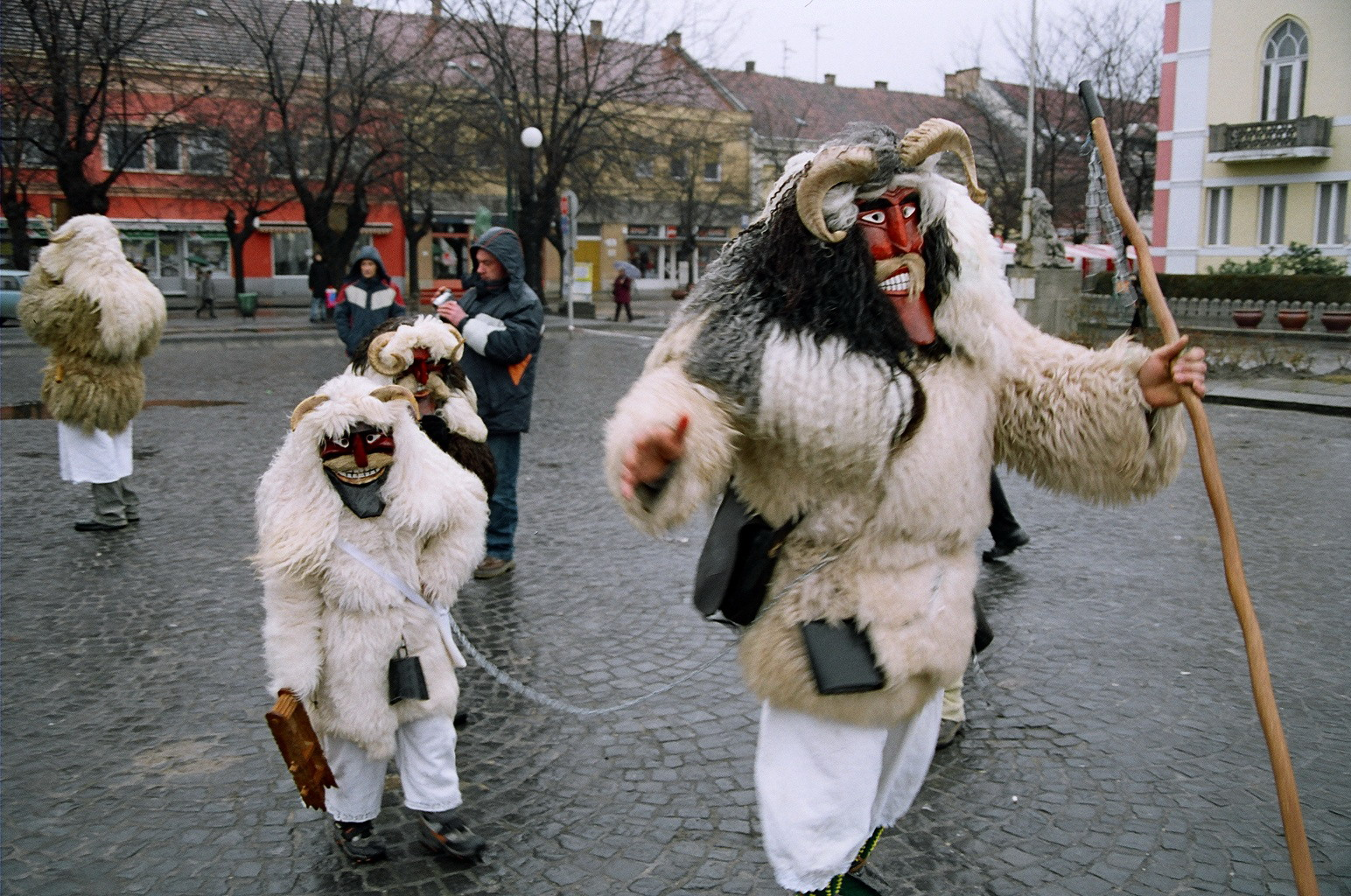
Corteo busó di Mohács
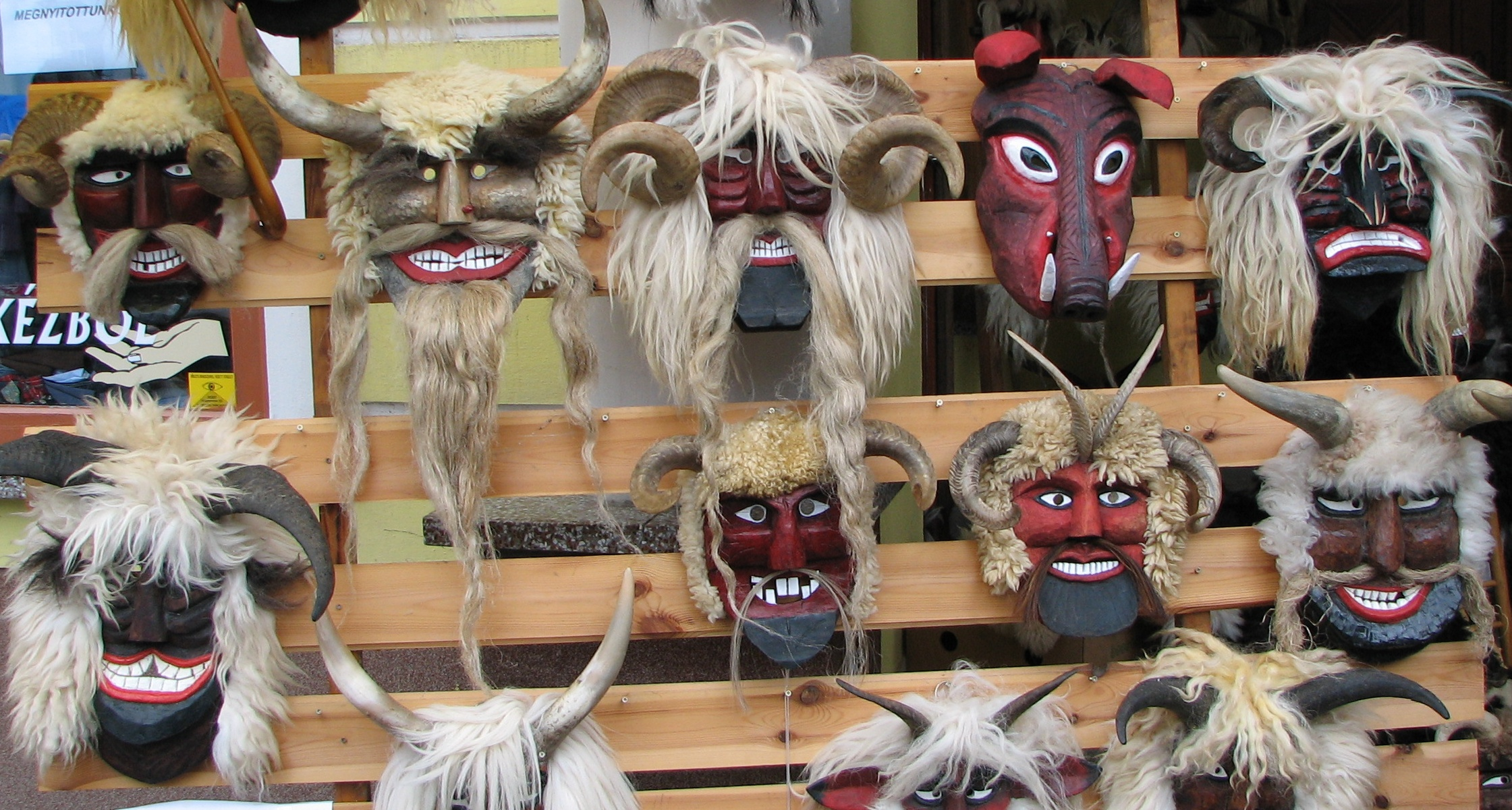
Maschere busó (Mohács, febbraio 2006)
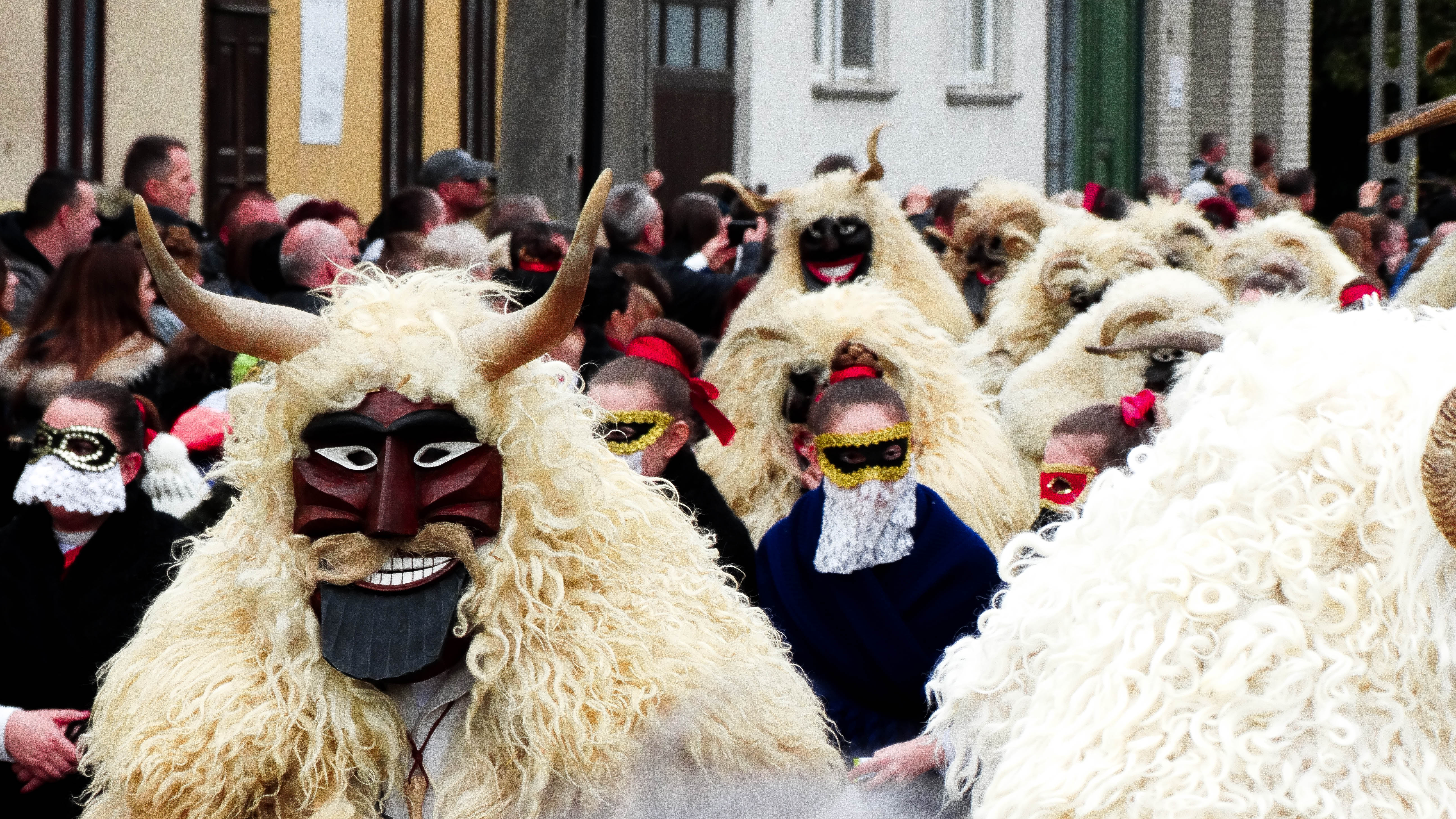
Corteo di busó - Farsangi busójárás
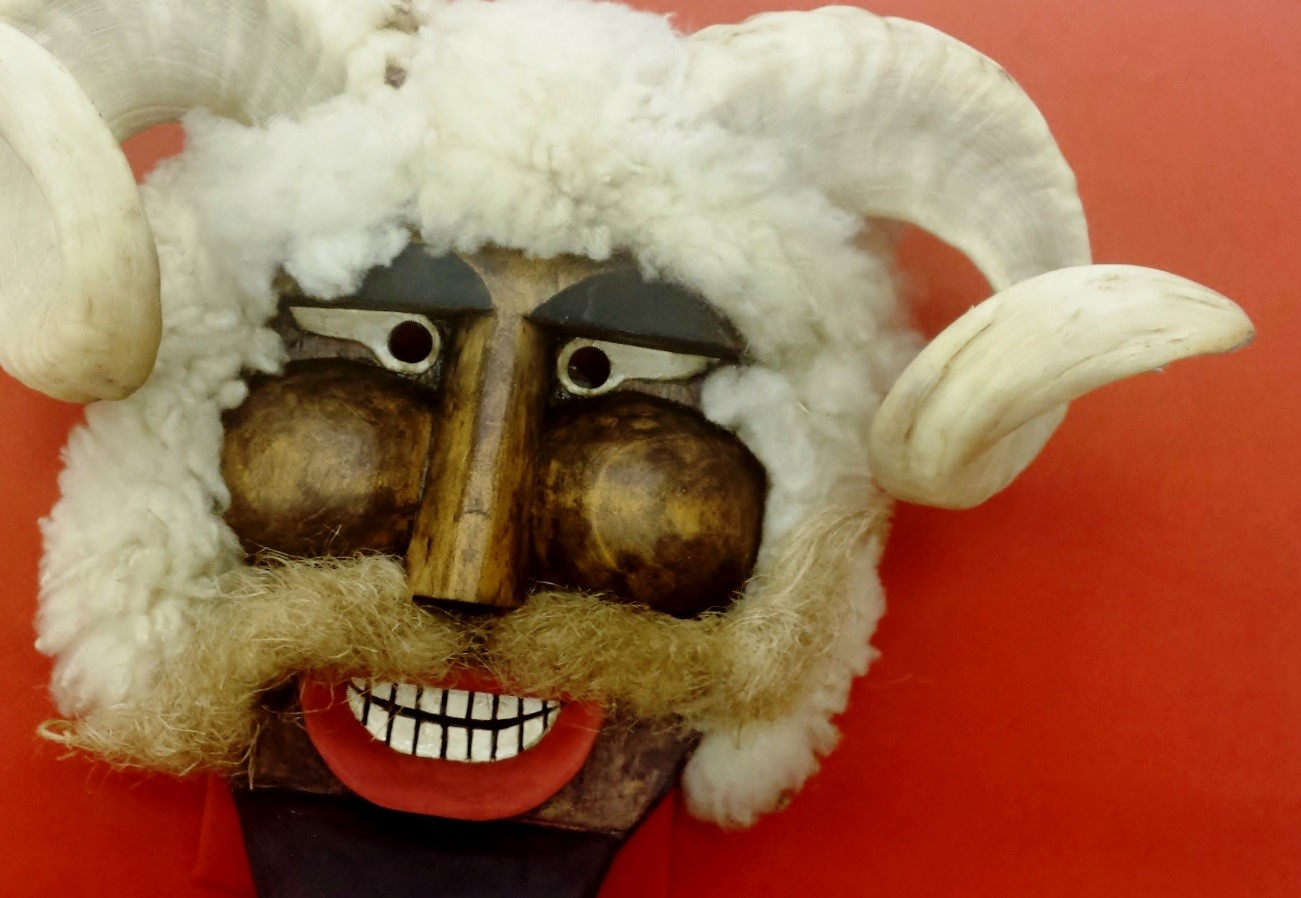
Maschera busó dal Museu da Imigração de São Paulo (Museo di immigrazione di São Paulo) - Brasile
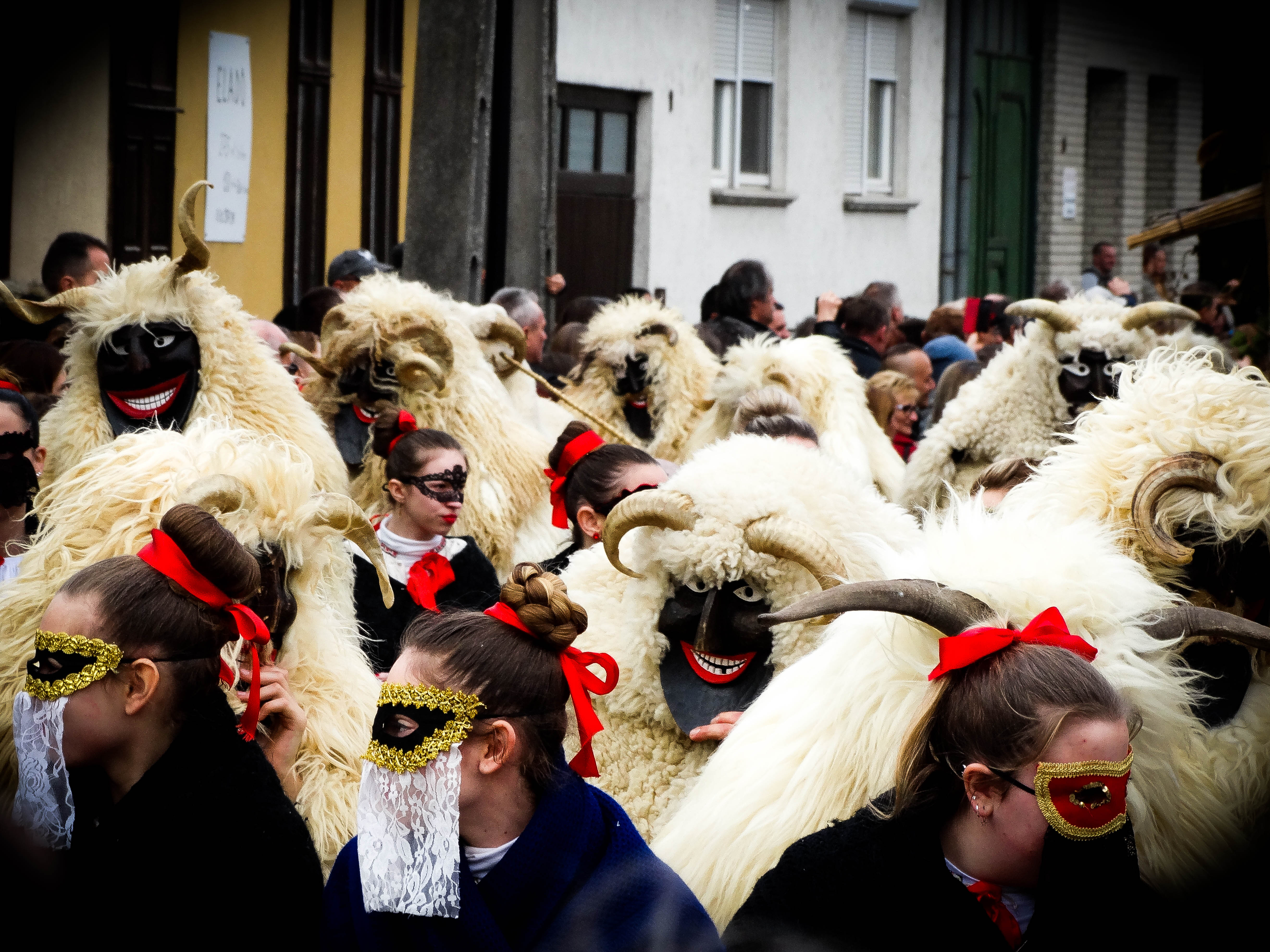
Corteo di busó
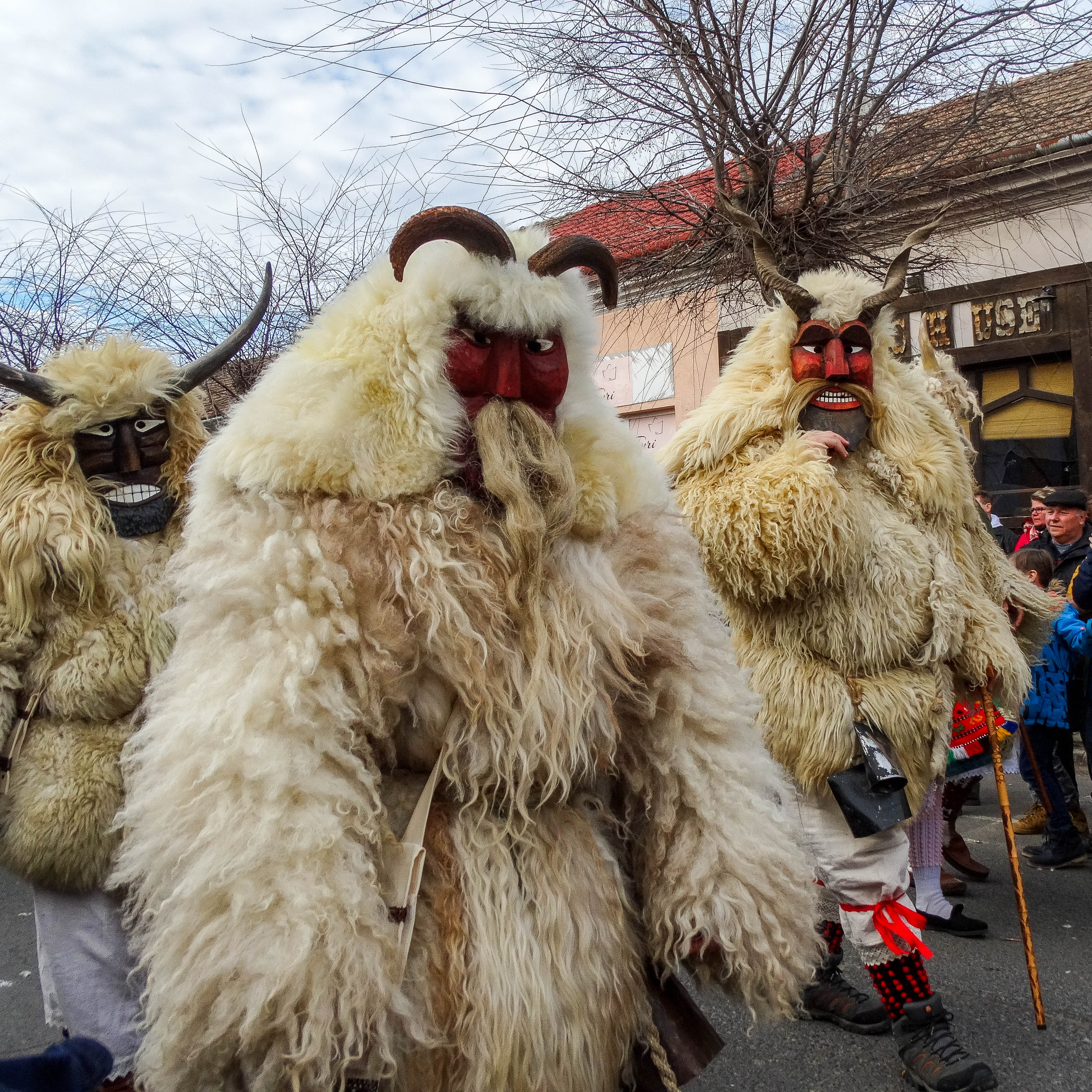
Due busó
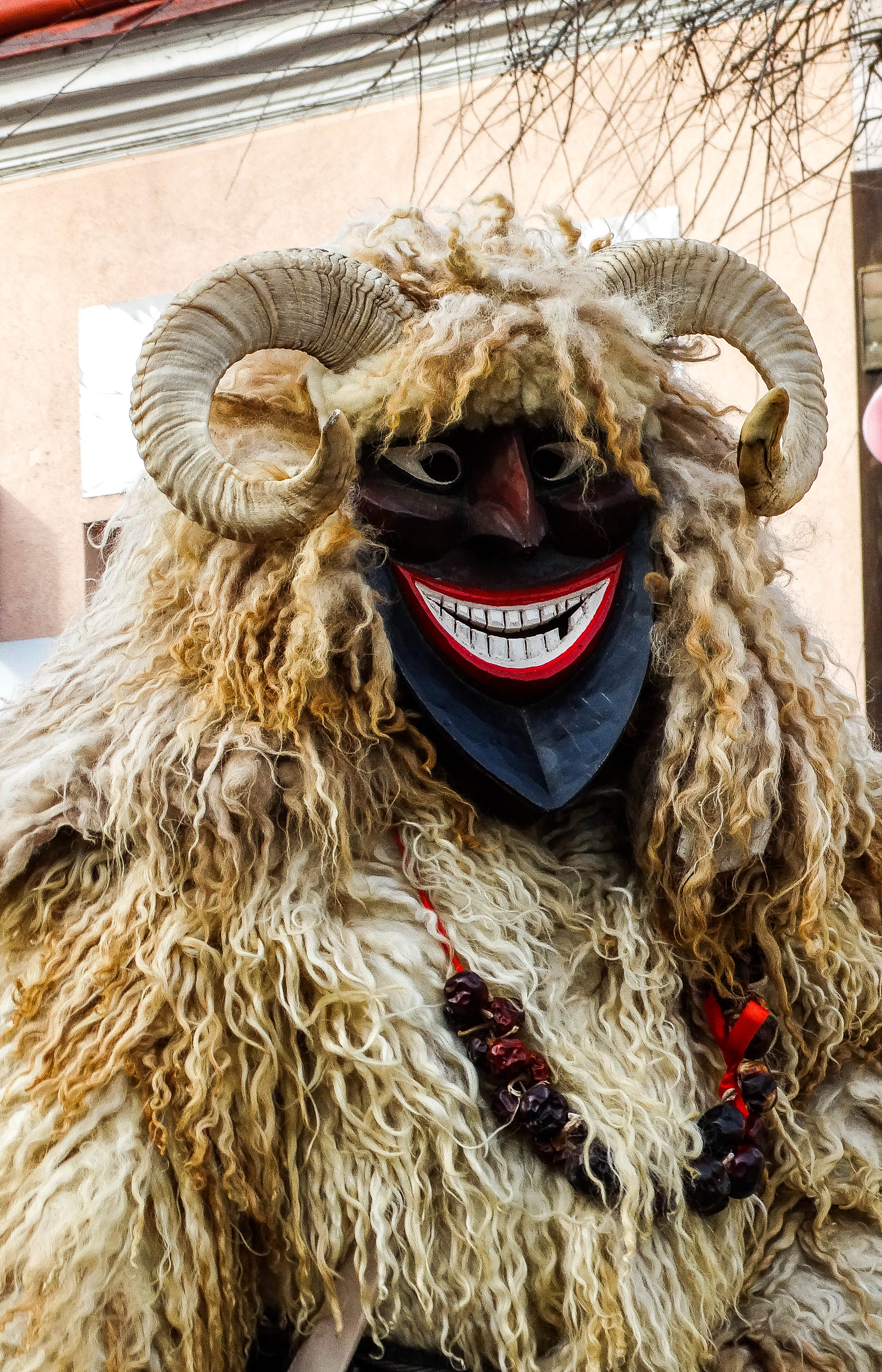
Un busó